# Дзюба, Ирина Юрьевна
Ирина Юрьевна Дзюба (род. 16 декабря 1980, Новосибирск, СССР) — российская спортсменка, представляла художественную гимнастику в командных упражнениях. Бронзовый призёр летних Олимпийских игр 1996 в командных упражнениях (вместе с Ивановой Юлией, Штыренко Ольгой и Кривошей Еленой под руководством старшего тренера национальной сборной команды России, зтр Марины Васильевны Фатеевой). Заслуженный мастер спорта Российской Федерации по художественной гимнастике. Награждена медалью ордена «За заслуги перед Отечеством» II степени. В 1995 году вошла в состав сборной команды России по групповым упражнениям, в том же году победила на чемпионате Европы, на чемпионате Мира заняла четвёртое место в многоборье, третье место в упражнениях с мячом и лентой, в 1996 году вторая на чемпионате мира, бронза на ОИ (везде — в составе команды по групповым упражнениям). После Олимпиады ушла из большого спорта. Тренер высшей квалификационной категории, работает в спортивном клубе Александра Карелина (Новосибирск), спортклуб «Энергия».
Первые шаги в спорте Ирина Дзюба сделала в Новосибирске в клубе «Обь», затем по рекомендации своих тренеров переехала в Волгоград в 1994 году. Была зачислена в УДО "Волгоградский областной спортивный клуб профсоюзов «Россия» в учебно-тренировочную группу зтр Ольги Дмитриевны Кукушкиной. Поступила в Волгоградское училище олимпийского резерва.
Ирина Дзюба: «заниматься художественной гимнастикой я начала с 6-ти лет в спортивном клубе „Обь“ (Ленинский район г. Новосибирска). Мои первые тренеры — Петрушина Ирина Борисовна и Гвоздецкая Марина Васильевна — передали меня в город-герой Волгоград, там было финансирование. Прошли Европу, мир, Олимпийские игры, а потом пошла череда травм».
Вернувшись в Новосибирск, помогала своим первым тренерам в родном клубе «Обь». Работала хореографом, постановщиком композиций.
В данное время тренирует девочек в городе Новосибирске в спортивном клубе «Энергия».